# Actinanthella menyharthii
Actinanthella menyharthii är en tvåhjärtbladig växtart som först beskrevs av Engl. & Schinz, och fick sitt nu gällande namn av Simone Balle. Actinanthella menyharthii ingår i släktet Actinanthella och familjen Loranthaceae. Inga underarter finns listade i Catalogue of Life.